# نيسان بينو
نيسان بينو (بالإنجليزية: Nissan Pino)‏ هي سيارة من تصنيع شركة نيسان موتورز.